# Ханбалик
Ханбалик — назва столиці імперії Юань, сучасного Пекіна. Китайська назва міста — Даду (кит. 大都 Dàdū; велика столиця), вимовлялося монголами як Дайду Тюркська назва міста «Ханбалик» перекладається як «Оселя хана»; Санскритська назва міста «Ханбала» перекладається як «Сила хана». Марко Поло транскрибував його як Камбала.

## Історія

### Юаньська столиця

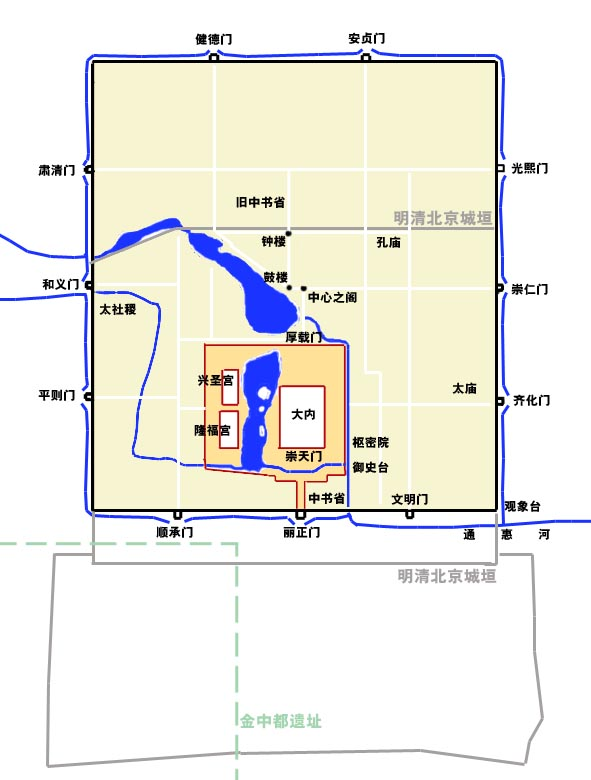
План Даду

До монгольського вторгнення місто під назвою Чжунду служило столицею чжурчженьської імперії Цзінь. В 1215 році був взятий і спалений монголами, однак в 1264 році Хубілай вирішив відбудувати його під власну столицю. Будівництвом керували архітектори Лю Бінчжун і Амір ад-Дін. У той же рік почалося зведення мурів; будівництво ханського палацу велося з 1274 року. План забудови міста слідував класичним китайським конфуціанським канонами — «Чжоуським ритуалам» (周禮): по 9 вертикальних і горизонтальних осей; зліва — поклоніння предкам, праворуч — поклоніння Небу тощо.
Після заснування династії Юань в 1271 році Хубілай-хан перейменував місто в Даду — «велику столицю» яка стала центром імперії, хоча окремі роботи з будівництва велися аж до 1293 року. Попередня резиденція великого хана, Шанду, набула статусу літньої. В обох цих столицях за час свого перебування в Китаї подовгу бував венеційський купець на службі у Хубілая Марко Поло.

### Демонголізація
В 1368 році Чжу Юаньчжан, незабаром після проголошення себе першим імператором династії Мін в Нанкіні, відправився походом на Даду. Останній юанський імператор, Тоґон-Темур, втік до Шанду, а Чжу Юаньчжан, зайнявши місто, зрівняв із землею юанські палаци. Саме місто було перейменовано в Бейпін. (кит. 北平 Běipíng, букв. «Умиротворена Північ») Пізніше, в період правління Юнле, третього імператора Мін, місто було значно розширено і перейменовано в Пекін, а в мурах юаньської столиці Даду зведене Заборонене місто. Залишки старих юанськіх мурів збереглися донині на північ від мурів Мін; нині вони відомі як Тучен (кит.: 土城, букв. земляні мури).
 О, мій Дайду, що служив опорою всьому монгольського народу! 

Моє місто, де я зимував! … Мій палац, побудований Хутухту, очеретовий палац, в якому проводив літо хубілган Сецен-хан, Кібунг-Шаньду — все відібрали китайці! А мені, Ухагату-хану, залишилося тільки погане ім'я — загравати з китайцями.

Усім народом побудований яшмовий Дайду, де я жив в зимовий час, прекрасний мій Дайду відібраний. Залишили мені, Ухагату-хану, тільки погане ім'я — ворогувавшого з китайцями. — "Плач Тогон-Темура"

## Подальша історія імені
Незважаючи на офіційне перейменування міста китайцями, назва «Ханбалик» закріпилося серед монголів надовго після падіння юаньської династії; так, перед вторгненням в Китай вождь ойратів Есен-тайші звертався до монгольської знаті зі словами: «заберемо наш Ханбалик назад!» Від монголів назву засвоїли росіяни, а від них і інші народи СНД..
Сьогодні біля залишків старовинного муру Даду існує відповідний парк Пекіна.